# 第201安保营

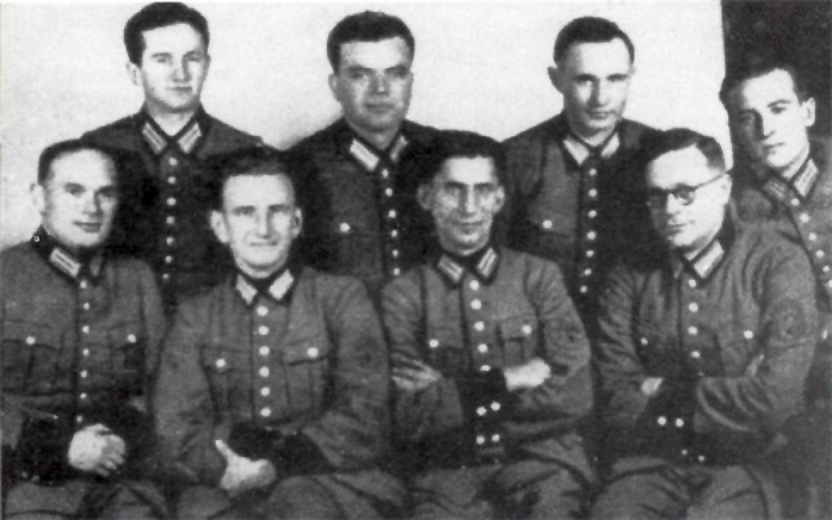
第201安保营

第201安保营（德語：Schutzmannschaft Battalion 201）是納粹德國于1941年10月21日組建的一支乌克兰辅助警察营级单位，该营有650人，其兵员主要出自夜莺营和罗兰德营以及乌克兰民族主义者组织負責人斯捷潘·班德拉的人馬。该营隶属于在白俄罗斯作战的中央集團軍。该营曾在白俄罗斯参与反游击作战，亦曾在当地参与犹太人大屠杀。1942年12月，該營解散。罗曼·舒赫维奇就曾是该营的军官之一。